# Przytulia wydłużona
Przytulia wydłużona (Galium elongatum C.Presl) – gatunek rośliny należący do rodziny marzanowatych. Występuje w całej Europie, w basenie Morza Śródziemnego i w zachodniej Azji, sięgając po Iran. W Polsce gatunek określany jest jako rzadki, ale spotykany na całym niżu i w niższych położeniach górskich. Roślina bagienna.

## Morfologia

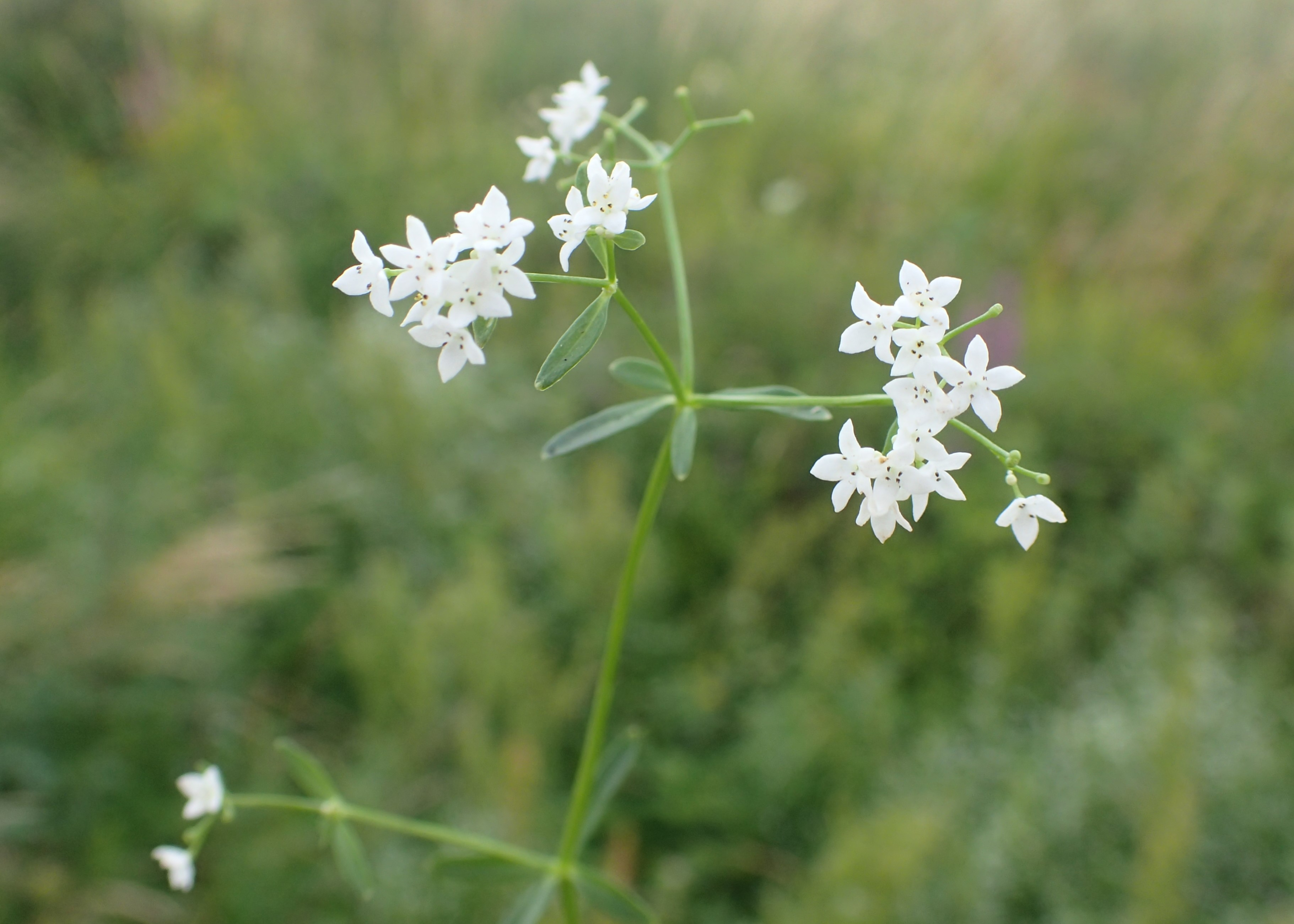
Fragment kwiatostanu

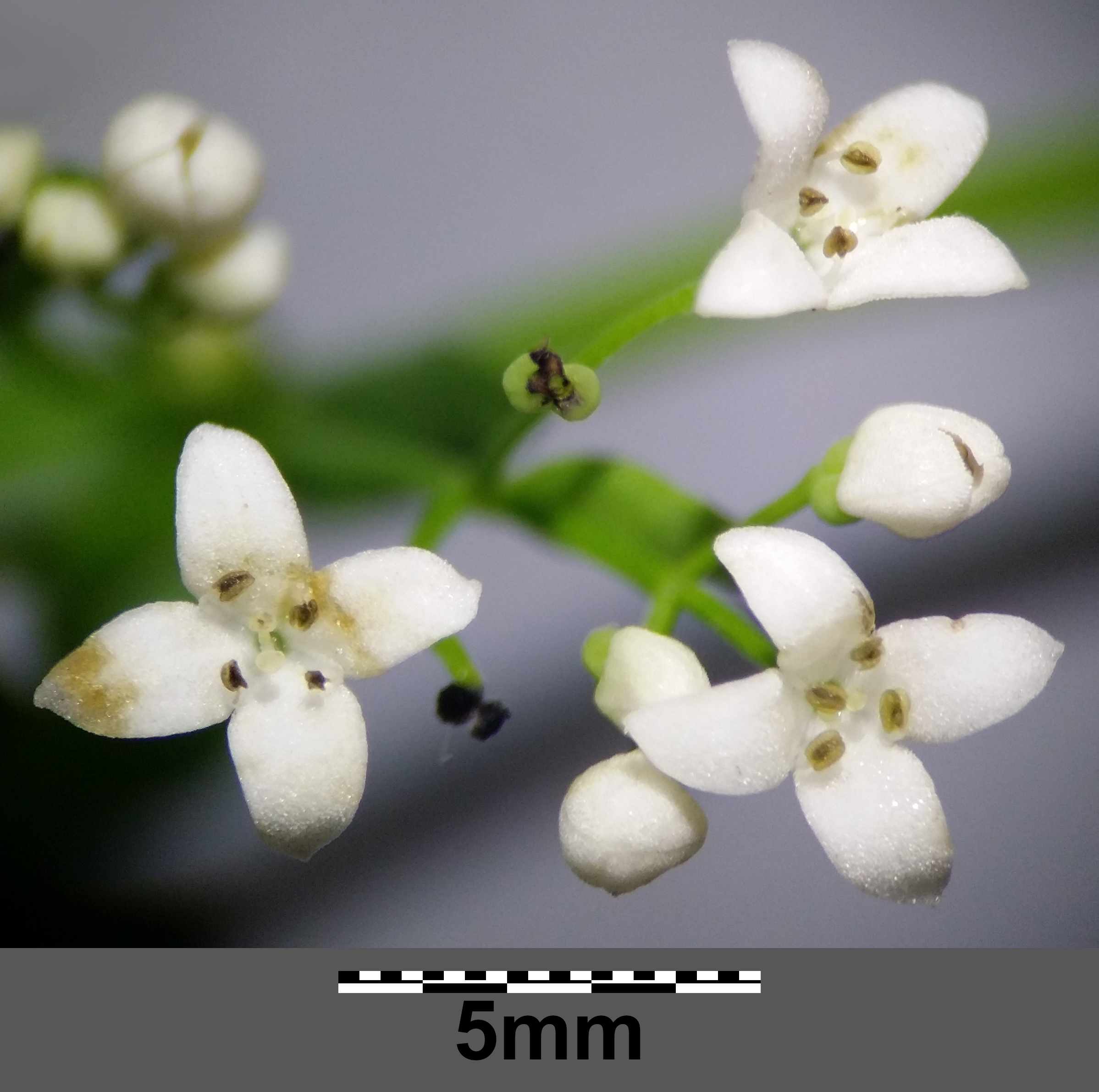
Kwiaty

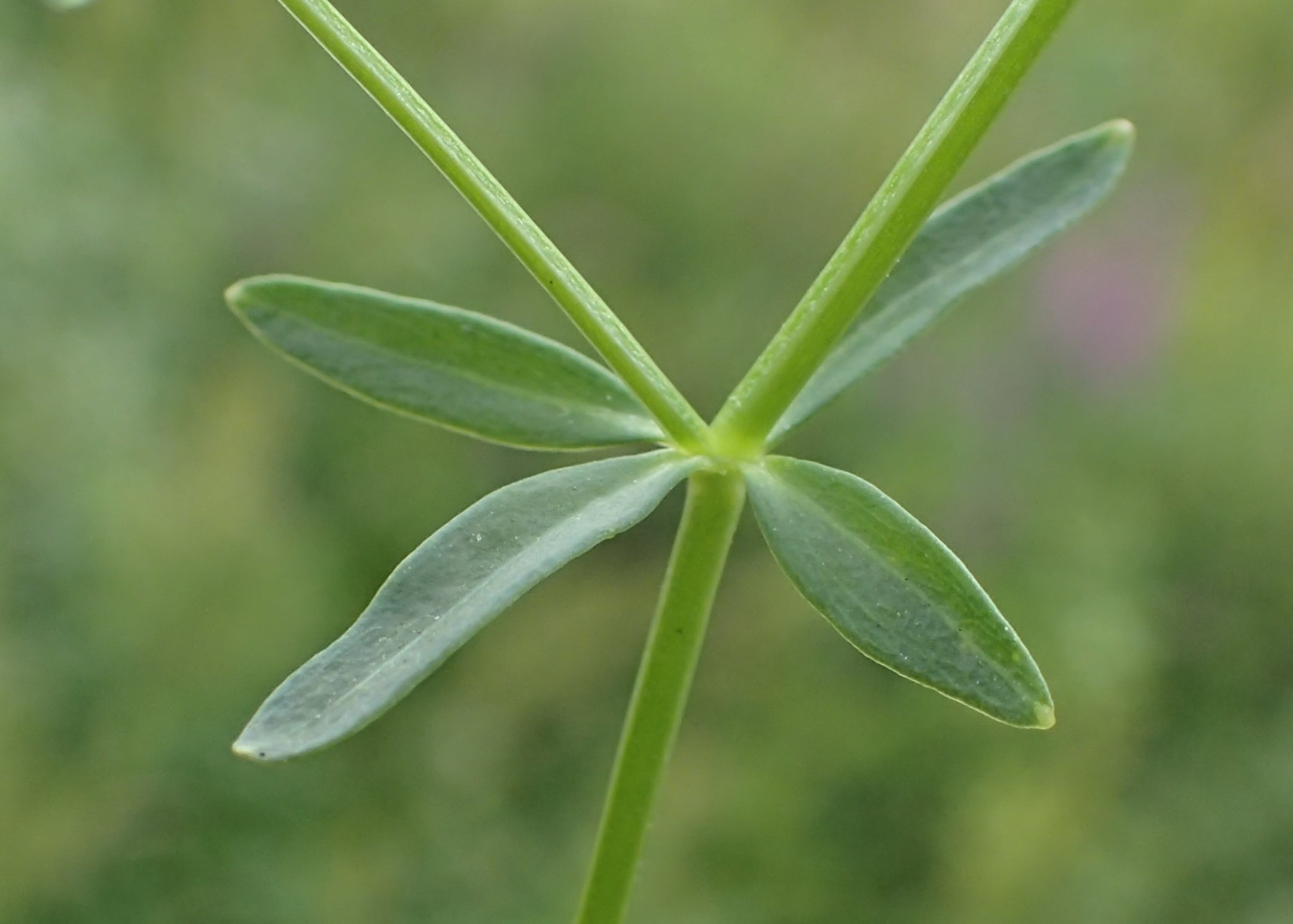
Okółek liści

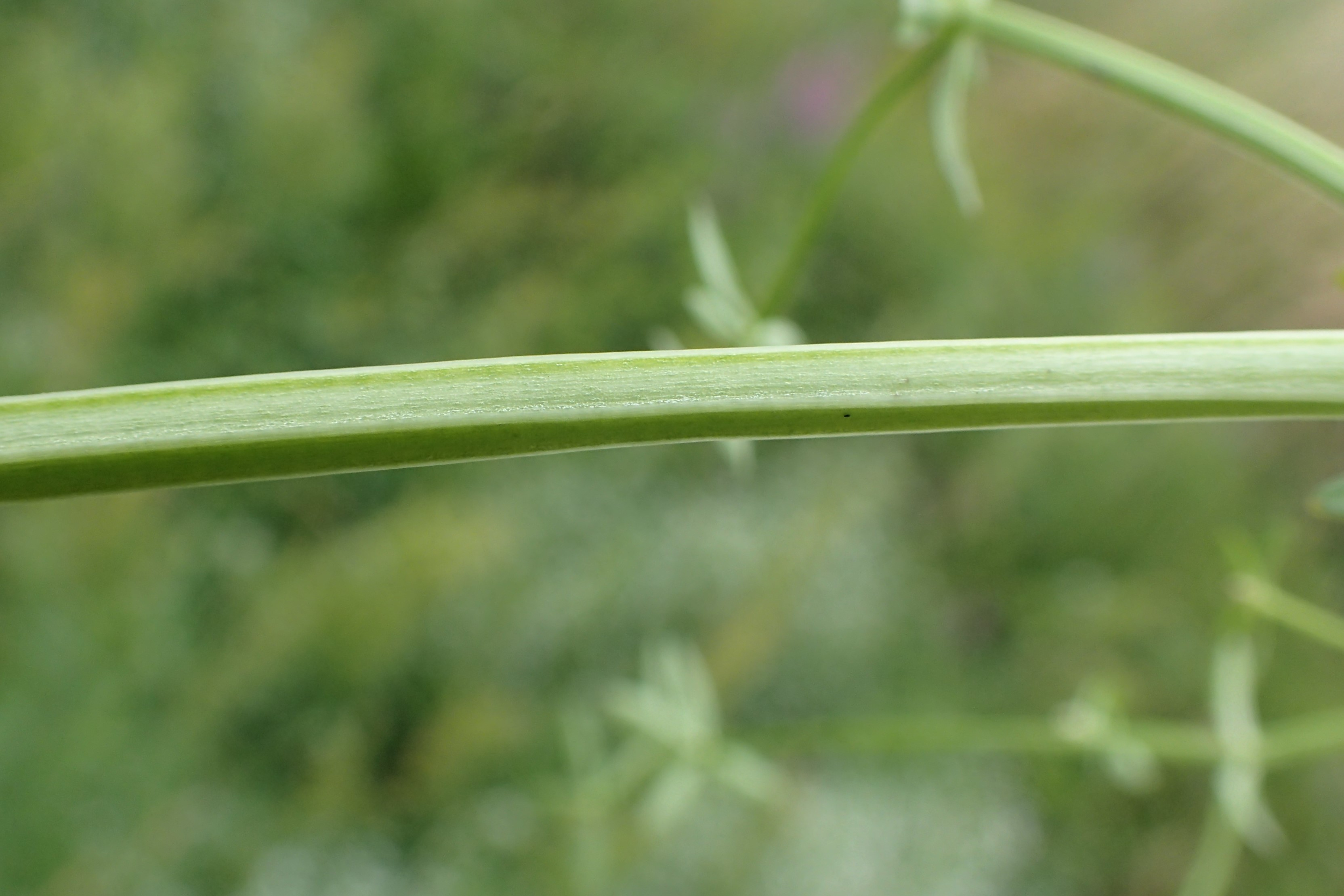
Kanciasta łodyga

PokrójRoślina o silnej łodydze osiągającej od 30 do 100 cm długości, czasem nawet dłuższej. W dole z kłączem, z którego w węzłach wyrastają korzenie przybyszowe. Rozwijają się one także w zanurzonej, dolnej części łodygi. Łodyga jest wyraźnie czterokanciasta, z kantami uwypuklonymi i białawymi, szorstka – ze szczecinkami skierowanymi do podstawy łodygi. Pędy po zasuszeniu czernieją.
LiścieWyrastają w okółkach, po 4, 5 lub 6. Równowąskopodługowate lub odwrotnie jajowatolancetowate (najszersze powyżej połowy), cienkie, o długości zazwyczaj od 20 do 40 mm (rzadko nieco krótsze lub dłuższe) i szerokości 3–4 mm. Na szczycie zaokrąglone lub tępe, u dołu zwężające się, od spodu nieco szorstkie z powodu rzadkich szczecinek na nerwie głównym.
KwiatyNieliczne, zebrane w luźną wiechę wyrastającą na szczycie łodygi, z silnie odstającymi odgałęzieniami kwiatostanu osiągającymi do ok. 10 cm długości. Osadzone na grubych szypułkach o długości 3–4,5 mm. Korona biała o średnicy 3,5–4,5 mm, 4–krotna. Pręciki z czerwonymi pylnikami.
OwoceKuliste rozłupki o średnicy 1,4–1,6 mm.
Gatunki podobneW Europie Środkowej na siedliskach bagiennych rośnie kilka gatunków o białych kwiatach i szorstkich pędach. Przytulia lepczyca G. rivale i bagienna G. uliginosum różnią się jajowatymi owocami oraz liśćmi ostro zakończonymi, z ostrzem. Przytulia błotna G. palustre jest wiotka, mniejsza, z łodygą bez białawych kantów, z liśćmi znacznie mniejszymi (zwykle do 1,2, rzadko do 2 cm długości).

## Biologia i ekologia

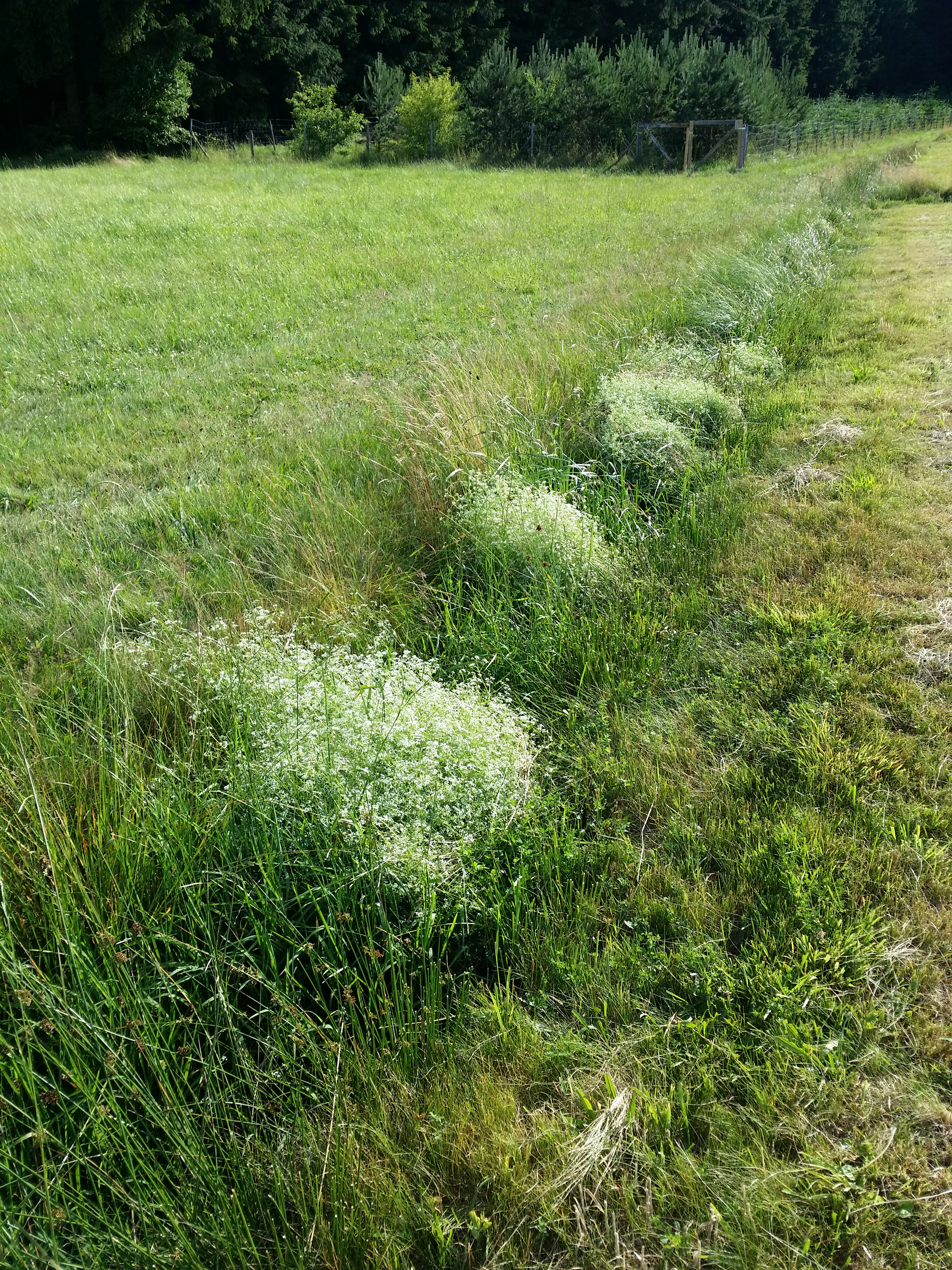
Przytulia wydłużona rosnąca wzdłuż rowu

Bylina, hemikryptofit. Kwitnie od czerwca do sierpnia, czasem też we wrześniu. Występuje na brzegach wód stojących i na bagnach. Uznawany jest za gatunek charakterystyczny dla związku (All.) Magnocaricion. Liczba chromosomów 2n = 88, 96.